# Société des mines de l'Oued Oudina
 (janvier 2013).
La Société Anonyme Société des Mines de l’Oued-Oudina, au capital de 9 000 000 francs, a exploité la concession obtenue en 1911 par le banquier Henri Nouvion pour le compte de la famille Nouvion et apparentées (Chassériau, Donston, Grellet, Delanglade, Vivaux, Warrain...),.
Le siège social de cette société familiale était situé 241, boulevard Saint-Germain à Paris.
La Société des Mines de l’Oued-Oudina avait pour objet l’exploitation de la concession de mines de zinc, plomb et métaux connexes. Elle fut concédée conformément aux dispositions de l’article 138 de la loi du 13 juillet 1911.

## Localisation de la mine
L'exploitation minière est située à Ain cheraia, sur le territoire de la commune mixte de Collo dans la wilaya de Skikda (Algérie) et s’étend sur 517 hectares. Le gisement se trouve à 35 km de Skikda, sur la commune mixte de Collo, dans le domaine forestier appartenant aux familles Teissier et Nouvion dénommé « Société forestière de l’Oued-Oudina ».
On y accède par deux routes qui partent de Skikda, l’une au sud, l’autre à l’ouest de la ville, et se rejoignent vers le  18e km pour former une route unique allant à Collo. 
Au 28e km se trouve une bifurcation à Ain cheraia d’où part une route aboutissant au bout de 2 km à la Maison forestière du Régisseur du domaine. La mine est située dans la partie de la forêt de chêne-liège où apparaît la minéralisation à 3 km plus loin et est visible sur environ 2 km de longueur.
Le terrain est constitué de roches primitives avec de nombreuses cassures, dont certaines ont permis la formation de nombreux ruisseaux - les oueds - qui se réunissent pour former l’oued principal, l’oued Oudina, qui traverse la propriété du sud au nord et se jette dans la Méditerranée à 5 km au nord du gisement.

### Chantiers de la mine
Il y eut trois « chantiers » :
- Chantier Henri (Henri Nouvion), quartier Oued Braham où l’on trouve du zinc à l’état de blende (sulfure de zinc) mélangé avec de la galène (sulfure de plomb).
- Chantier Jean-Baptiste (Jean-Baptiste Nouvion), quartier Oued Tiricen, où se trouve le chapeau ferrugineux d’un filon plombeux avec des grains de galène de plus en plus dense vers le bas du filon.
- Chantiers Georges (Georges Nouvion), et Antoine (Antoine Tessier) entre les deux chantiers précédents ; le remplissage  métallique du filon est fait de galène pure ne contenant que peu de blende en quantité notable. La galène de ce gite présente une richesse exceptionnelle au point de vue de sa teneur en argent.

Au lieu dénommé Ksir el Aïn, le filon de galène possède une teneur de 3 kg en argent à la tonne de plomb contenu dans le minerai. Au nord, près de l’embouchure de l’oued Bibi, un gite minier contient plomb, zinc et argent ; la teneur de ce minerai mixte a une teneur en argent évalué à 700 à 800 g d’argent par tonne de plomb.

## Histoire de la mine et des forêts de chênes-lièges
Les travaux commencèrent en 1914. La mise en exploitation nécessita l’alimentation en eau pour le lavage du minerai, les rejets de la laverie dans l’oued Oudina ont dû être préalablement traités. 
Le lavage par eau de mer compléta le lavage par procédé classique trop polluant. Il fallut remplacer les réservoirs en fer par des réservoirs en cuivre.
La Première Guerre mondiale puis l’effondrement du cours des matières premières dans les années 1930 à la suite de la Grande Dépression ruinèrent les espoirs. 

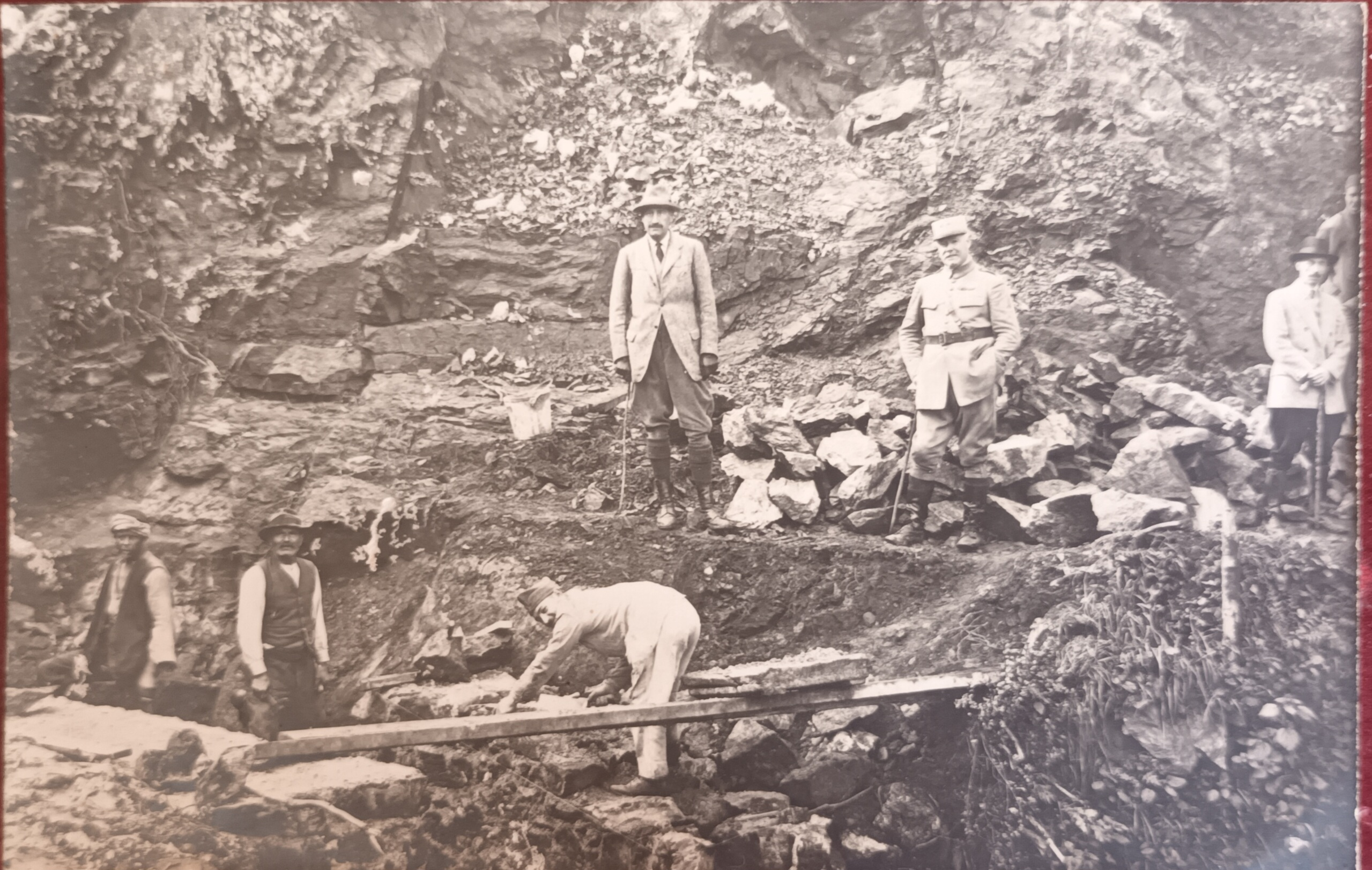
Mines de l'Oued Oudina (Algérie) en 1924. En uniforme, le général Frédéric Nouvion et l'ingénieur Priadkine

La Seconde Guerre mondiale fut suivie d’une période de grande reconstruction et de relative prospérité avec une augmentation correspondante du cours des matières premières ; l’affaire aurait pu être relancée et prospérer. La Société forestière des chênes-lièges Nouvion-Teissier, tout comme celle des Hamendas de la presqu’île de Collo, était prospère; une partie de ses résultats fut consacrée au renflouement de la mine. 
La Société forestière de l'Oued Oudina avait notamment comme client la maison de champagne Louis Roederer pour la fabrication de ses bouchons.
La concession fut retirée le 2 juin 1965.